# قورباغه خاردار کنا
 قورباغه خاردار کنا (نام علمی: Paa conaensis) نام یک گونه از تیره قورباغه‌های اصلی است.